# Burcewo (rejon wołogodzki)
Burcewo (ros. Бурцево) – wieś w Rosji, w rejonie wołogodzkim obwodu wołogodzkiego. W 2010 r. liczyła 5 mieszkańców.